# انقلاب 2021 في ميانمار
بدأ الانقلاب في ميانمار في صباح 1 فبراير عام 2021، عندما عزل الأعضاء المنتخبون ديمقراطيًا من الحزب الحاكم في البلاد، ومن الرابطة الوطنية من أجل الديمقراطية (إن إل دي)، من قبل جيش ميانمار – الذي رسخ نفوذه بشكل ستراتوقراطي. وأعلن رئيس الجمهورية بالنيابة مينت سوي قانون الطوارئ لمدة عام ونقل السلطة المعلنة إلى القائد العام للقوات المسلحة مين أونغ هلاينغ. وأعلن أن نتائج الانتخابات العامة في نوفمبر عام 2020 باطلة، والعزم على إجراء انتخابات جديدة مع نهاية حالة الطوارئ. جاء الانقلاب في اليوم السابق لأداء أعضاء البرلمان المنتخبين في انتخابات عام 2020 اليمين، وبالتالي منع حدوث ذلك. اعتُقل الرئيس وين مينت ومستشارة الدولة أون سان سو تشي، إلى جانب الوزراء ونوابهم وأعضاء البرلمان.
في 3 فبراير عام 2021، اتُهم وين مينت بخرق إرشادات الحملة وقيود جائحة كوفيد 19 بموجب المادة 25 من قانون إدارة الكوارث الطبيعية. مثلما اتُهمت أون سان سو تشي بخرق قوانين الطوارئ الخاصة بكوفيد 19 واستيراد واستخدام أجهزة الراديو والاتصالات بشكل غير قانوني، وتحديدًا ستة أجهزة أيكوم من فريقها الأمني وجهاز اتصال لاسلكي، وهي محظورة في ميانمار وتحتاج إلى تصريح من الجيش قبل امتلاكها. واحتُجز كلاهما على ذمة التحقيق لمدة أسبوعين. ثم تلقت أون سان سو تشي تهمة جنائية إضافية بسبب انتهاكها قانون الكوارث الوطني في 16 فبراير، وتهمتين إضافيتين لانتهاك قوانين الاتصالات ونية التحريض على اضطرابات عامة في 1 مارس، وأخرى لانتهاكها قانون الأسرار الرسمية في 1 أبريل.
حتى 12 أبريل عام 2021، قُتل ما لا يقل عن 707 مدنيين، بينهم أطفال، على يد قوات الجيش أو الشرطة، واعتُقل ما لا يقل عن 3070 شخصًا. وتوفي ثلاثة أعضاء بارزين في الرابطة الوطنية من أجل الديمقراطية أثناء احتجازهم لدى الشرطة في مارس عام 2021.

## الخلفية
تعاني ميانمار، المعروفة أيضًا باسم بورما، من عدم الاستقرار السياسي منذ منحها الاستقلال عن بريطانيا في يناير عام 1948. وبين عامي 1958 و1960، شكل الجيش حكومة انتقالية مؤقتة بناءً على طلب يو نو، رئيس الوزراء المنتخب ديمقراطيًا في البلاد، لحل الاقتتال السياسي الداخلي. وقد أعاد الجيش طواعية الحكومة المدنية بعد إجراء الانتخابات العامة البورمية عام 1960. وبعد أقل من عامين، استولى الجيش على السلطة في انقلاب عام 1962 بقيادة ني وين، والذي أدى إلى 26 عامًا من الحكم العسكري.
في عام 1988، اندلعت احتجاجات على مستوى البلاد. واشتعلت الاضطرابات المدنية التي أطلق عليها اسم انتفاضة 8888، بسبب سوء الإدارة الاقتصادية، ما أدى إلى تنحي ني وين. وفي سبتمبر عام 1988، شكل كبار قادة الجيش مجلس الدولة لاستعادة القانون والنظام (إس إل أو أر سي)، والذي استولى بعد ذلك على السلطة. أصبحت أون سان سو تشي، ابنة المؤسس الحديث للبلاد أون سان، ناشطة بارزة مؤيدة للديمقراطية خلال تلك الفترة. بعدها سمح الجيش بإجراء انتخابات حرة في عام 1990، على افتراض أن الجيش يتمتع بدعم شعبي. وفي النهاية، أسفرت الانتخابات عن فوز ساحق لحزب أون سان سو تشي، الرابطة الوطنية من أجل الديمقراطية. ومع ذلك، رفض الجيش التنازل عن السلطة ووضعها قيد الإقامة الجبرية.
ظل الجيش في السلطة لمدة 22 عامًا أخرى حتى عام 2011، عقب خارطة طريق الجيش إلى الديمقراطية، والتي تمت خلالها صياغة دستور ميانمار لعام 2008. وبين عامي 2011 و2015، بدأ انتقال ديمقراطي مؤقت، وأسفرت الانتخابات التي أجريت في عام 2015 عن فوز حزب أون سان سو تشي، الرابطة الوطنية من أجل الديمقراطية. ومع ذلك، احتفظ الجيش بسلطات كبيرة، بما في ذلك الحق في تعيين ربع أعضاء البرلمان.
حدث انقلاب عام 2021 في أعقاب الانتخابات العامة في 8 نوفمبر عام 2020، التي فازت فيها الرابطة الوطنية من أجل الديمقراطية بـ 396 مقعدًا من أصل 476 مقعدًا في البرلمان، وهو هامش فوز أكبر حتى من انتخابات عام 2015. وحصل حزب الاتحاد للتضامن والتنمية، الوكيل العسكري، على 33 مقعدًا فقط.
وقد طعن الجيش في النتائج، زاعمًا أن التصويت كان مزورًا. وترددت شائعات عن محاولة الانقلاب لعدة أيام، ما أثار تصريحات قلق من الدول الغربية مثل المملكة المتحدة، وفرنسا، والولايات المتحدة، وأستراليا.

## كشف الانقلاب
قال ميو نيونت المتحدث باسم الرابطة الوطنية من أجل الديمقراطية في 1 فبراير عام 2021 إن أون سان سو تشي، ووين مينت، وهان ثا مينت، وزعماء حزبيين آخرين «اقتيدوا» في مُداهمة في الصباح الباكر. وأضاف نيونت أنه يتوقع أن يُعتقل قريبًا أيضًا. توقفت العديد من قنوات الاتصال عن العمل - إذ قُطعت خطوط الهاتف إلى العاصمة نايبيداو، وقالت هيئة إم آر تي في التي تديرها الدولة إنها غير قادرة على البث بسبب «مشكلات فنية»، وجرى الإبلاغ عن خلل في الإنترنت على نطاق واسع من الساعة 3 صباحًا. عطل الجيش الخدمات الخلوية في جميع أنحاء البلاد، عاكسًا تكتيكات «مفتاح الإيقاف» التي كانت تُستخدم سابقًا في مناطق القتال في ولايتي تشين وراخين. وعلقت جميع المصارف الأعضاء في اتحاد المصارف في ميانمار خدماتها المالية.
وُضع قرابة 400 عضو منتخب في البرلمان رهن الإقامة الجبرية، وحُصروا في مجمع سكني حكومي في نايبيداو. بعد الانقلاب، رتبت الرابطة الوطنية من أجل الديمقراطية بقاء النواب في المجمع حتى 6 فبراير. بدأ مستخدمو وسائل التواصل الاجتماعي بدعوة النواب لعقد جلسة برلمانية داخل دار ضيافة حكومية، لأن المجموعة استوفت متطلبات النصاب القانوني في الدستور. ردًا على ذلك، أصدر الجيش أمرًا آخر بمنح النواب 24 ساعة لمغادرة دار الضيافة. وفي 4 فبراير أدى 70 نائبًا من الرابطة الوطنية من أجل الديمقراطية اليمين الدستورية في تحدٍ واضح للانقلاب.
أثناء الانقلاب، اعتقل الجنود أيضًا العديد من الرهبان البوذيين الذين قادوا ثورة الزعفران لعام 2007، بما في ذلك مياوادي سايادو وشوي نيار وور سايادو، المنتقدون الصريحون للجيش. واعتقل 8888 من قادة نشطاء الانتفاضة، بما في ذلك ميا آيي. وحتى 4 فبراير، كانت جمعية مساعدة السجناء السياسيين قد حددت 133 مسؤولًا ومشرعًا و14 ناشطًا من المجتمع المدني رهن الاحتجاز من قبل الجيش نتيجة للانقلاب.
وشوهد الجنود في نايبيداو والمدينة الأكبر يانغون. أعلن الجيش في وقت لاحق على قناة مياوادي التلفزيونية التي يتحكم بها أنه سيطر على البلاد لمدة عام واحد. وأعلن بيان وقعه الرئيس بالنيابة مينت سوي أن مسؤولية «التشريع والإدارة والقضاء» قد نُقلت إلى مين أونغ هلاينغ. ثم انعقد مجلس الدفاع والأمن الوطني برئاسة الرئيس بالنيابة مينت سوي وحضره كبار الضباط العسكريين، وبعد ذلك أصدر الجيش بيانًا أعلن فيه إجراء انتخابات جديدة، وأن السلطة لن تنتقل إلا بعد ذلك. وأعلن الجيش إقالة 24 وزيرًا ونائبًا، وعين 11 بديلًا لهم.

## ردود الفعل

يدين الانقلاب
تشعر بقلق عميق
ميانمار
موقف محايد
لا يوجد تفاعل

### الدوليّة
أعربت عدة دول عن قلقها إزاء الانقلاب، وشجع العديد منها الحوار بين الحكومة والجيش من أجل حل القضية. أستراليا  ونيوزيلندا  وتركيا  والولايات المتحدة  أدانوا الانقلاب ودعوا إلى إطلاق سراح المسؤولين المعتقلين، كما هدد البيت الأبيض بفرض عقوبات على الانقلابيين، فيما وصفت كمبوديا وتايلاند والفلبين الانقلاب بأنه شأن داخلي. في حين صرح المتحدث باسم وزارة الخارجية الصينية وانغ ونبين: «نأمل أن تتمكن جميع الأطراف في ميانمار من التعامل بشكل مناسب مع خلافاتهم بموجب الدستور والإطار القانوني وحماية الاستقرار السياسي والاجتماعي».
كما أدان السكرتير العام أنطونيو غوتيريش بشدة اعتقال القادة المدنيين وأعرب عن «قلقه البالغ» بشأن إعلان نقل جميع السلطات التشريعية والتنفيذية والقضائية إلى الجيش. وقال المتحدث باسمه «تمثل هذه التطورات ضربة خطيرة للإصلاحات الديمقراطية في ميانمار»، مضيفًا أن نتائج الانتخابات العامة في نوفمبر توفر «تفويضًا قويًا» للرابطة الوطنية من أجل الديمقراطية.

### الداخلية
في 2 فبراير 2021، أطلق العاملون في مجال الرعاية الصحية والموظفون المدنيون في جميع أنحاء البلاد، بما في ذلك العاصمة الوطنية نايبيداو، حملة عصيان مدني وطنية، لمعارضة الانقلاب. اجتذبت مجموعة الحملة على فيسبوك التي أطلق عليها اسم «حركة العصيان المدني» أكثر من 100.000 متابع منذ إطلاقها الأول في 2 فبراير. تعهد عمال الرعاية الصحية من عشرات المستشفيات والمؤسسات الحكومية بالبدء في إضراب عمالي اعتبارًا من 3 فبراير.
قام سكان العاصمة التجارية يانغون بضرب القدور والمقالي في انسجام تام، احتجاجًا على الانقلاب. نظم بعض سكان يانغونيت مسيرة احتجاجية قصيرة مدتها 15 دقيقة في الساعة 8 مساء يوم 2 فبراير، مطالبين بالإطاحة بالديكتاتورية وإطلاق سراح سو كي.
أوقفت شركة أماتا، أكبر شركة تطوير عقارات في تايلاند، مشروع تطوير منطقة صناعية بقيمة مليار دولار في يانغون ردًا على الانقلاب، بعد بدء البناء في ديسمبر 2020. أوقفت سوزوكي موتور، أكبر شركة لصناعة السيارات في ميانمار، والعديد من الشركات المصنعة عملياتها في أعقاب الانقلاب. كما علقت بورصة يانغون التداول منذ 1 فبراير.

### الاحتجاجات
احتجت مجموعة من حوالي 200 مغترب بورمي وبعض النشطاء التايلانديين المؤيدين للديمقراطية، بما في ذلك باريت شواراك وبانوسايا سيثيجيراواتاناكول على الانقلاب
في السفارة البورمية على طريق ساتون نويا في بانكوك، تايلاند. وبحسب ما ورد أظهر بعض المتظاهرين تحية الأصابع الثلاثة، وهي الرمز المستخدم في الاحتجاجات المطالبة بالديمقراطية في تايلاند. وانتهى الاحتجاج بقمع الشرطة. أصيب اثنان من المتظاهرين ونقلوا إلى المستشفى واعتقل اثنان آخران. وتجمع مواطنون بورميون في طوكيو باليابان أمام جامعة الأمم المتحدة أيضًا للاحتجاج على الانقلاب.
حذر جيش ميانمار المتظاهرين المناهضين للانقلاب من تعريض أنفسهم للموت، وعلى الرغم من التهديدات، احتج الآلاف من المتظاهرين في 22 فبراير 2021، وقتل 4 منهم.